# Recipe for Hate
Recipe for Hate, settimo album in studio dei Bad Religion è considerato dalla critica come uno dei migliori album dei Bad Religion. Con un'azzeccata commistione di aggressività e melodia la band prosegue nell'evoluzione sonora iniziata con Generator e ha ormai uno stile inconfondibile e originale in cui i ritmi serrati del punk degli esordi si sposano bene con le melodie dei cori (un marchio di fabbrica dei Bad Religion).
In quest'album si alternano pezzi aggressivi sia nella musica che nei testi (come il pezzo di apertura che dà il nome all'album, American Jesus, Watch It Die, Modern Day Catastrophist), altri melodici e malinconici (Man with a Mission, Kerosene), ed altri ancora davvero originali e difficilmente catalogabili come All Good Soldiers o Don't Pray on Me, con testi molto elaborati e ricchi di significato.

## Tracce
1. Recipe for Hate - 2:02 - (Graffin)
2. Kerosene - 2:41 - (Gurewitz)
3. American Jesus - 3:17 - (Graffin, Gurewitz)
4. Portrait of Authority - 2:44 - (Graffin)
5. Man with a Mission - 3:11 - (Gurewitz)
6. All Good Soldiers - 3:07 - (Gurewitz)
7. Watch It Die - 2:34 - (Graffin)
8. Struck a Nerve - 3:47 - (Graffin)
9. My Poor Friend Me - 2:42 - (Graffin)
10. Lookin' in - 2:03 - (Graffin)
11. Don't Pray on Me - 2:42 - (Gurewitz)
12. Modern Day Catastrophists - 2:46 - (Graffin)
13. Skyscraper - 3:15 - (Gurewitz)
14. Stealth - 0:41 - (Gurewitz, Bentley, Schayer)

### Singoli
- American Jesus

## Formazione
- Greg Graffin - voce
- Brett Gurewitz - chitarra
- Greg Hetson - chitarra
- Jay Bentley - basso
- Bobby Schayer - batteria

## Altri Musicisti
- Eddie Vedder (Pearl Jam) voce in American Jesus e Watch it die
- Johnette Napolitano (Concrete Blonde) voce in Struck A Nerve
- John Wahl e Chris Bagarozzi (Claw Hammer) chitarra in Kerosene